# Гілельс Зінаїда Григорівна
Зінаїда Григорівна Гілельс (рос. Зинаида Григорьевна Гилельс; 24 лютого 1924, Одеса — 7 травня 2000) — радянська, згодом американська скрипалька, педагог.

## Біографічні дані
Зінаїда Гілельс народилася в єврейській родині Григорія Гілєльса та Розалії Гілельс (уроджена Дінер) . Вона племінниця Елізабет Гілельс та Еміля Гілельса.
З семи років вчилася грі на скрипці у Петра Столярського в Одесі.
З 1934 по 1938 рік була ученицею школи Столярського .
У 1938 вступила до Московської центральної музичної школи, де ще п'ять років навчалася у Абрама Ямпольського.
У 1943—1949 навчалася в Московській консерваторії у Давида Ойстраха .
З 1960 по 1983 викладала в Московській центральній музичній школі, спочатку як асистент Юрія Янкелевича, а потім маючи власний клас.
Після приїзду до США в 1985 році — працювала в Музичній школі Лонгі з 1986 року, в Консерваторії Нової Англії з 1989 року та в Бостонській консерваторії з 1994 року.
З 1986 була запрошеним професором в Музичному інституті Св. Чечілії, Портогруаро, Італія, у Школі та фестивалі скрипки в Кухмо, Фінляндія, з 1987 по 1992, і в Музичній школі Ріоко Саскі, в Токіо, Японія, з 1994.
У 1991 — в журі конкурсу Паганіні.
Розробила методику навчання, яка дозволяє молодим скрипалям подолати труднощі гри на скрипці, і її методику продовжують у Школі скрипки Зінаїди Гілельс у Латізані, Італія. Серед її колишніх учнів багато всесвітньо відомих скрипалів, зокрема Ілля Груберт, Лев Гельбард, Ілля Калер та Ілля Секлер.